# Ветезе (Фрозиноне)
Ветезе је насеље у Италији у округу Фрозиноне, региону Лацио.
Према процени из 2011. у насељу је живело 282 становника. Насеље се налази на надморској висини од 478 м.